# Jean Lassalle
Jean Lassalle (* 3. května 1955 Lourdios-Ichère) je francouzský politik a veřejný aktivista. Je znám také pro podporu regionálních kultur, jakými jsou například okcitánská nebo baskická. V letech 1977–2017 byl starostou podpyrenejské obce Lourdios-Ichère. Od roku 2002 je poslancem Národního shromáždění a od roku 2016 předsedou vlastního hnutí Résistons. Ve volbách 2017 kandidoval na prezidenta, nebyl však úspěšný. Ve volbách 2022 bude kandidovat na prezidenta Francie znovu.